# Роберта Рацке
Роберта Сілва Рацке (порт. Roberta Silva Ratzke; 28 квітня 1990) — бразильська волейболістка, пасуюча. Віцечемпіонка і бронзова медалістка Олімпійських ігор. Срібна призерка чемпіонату світу. Переможниця студентської Універсіади, двох гран-прі і п'яти чемпіонатів Південної Америки. Фіналістка двох клубних чемпіонатів світу і чемпіонка чотирьох першостей Південної Америки серед клубів.

## Із біографії
У складі клубу «Ріо-де-Жанейро» брала участь у клубних чемпіонатах світу 2013, 2015, 2016 років.
Кольори національної збірної захищала на Олімпійських іграх у Токіо та Парижі, двох чемпіонатах світу (2018, 2022) в розіграшах Ліги націй (2018, 2019, 2021, 2022, 2023, 2024), Всесвітнього гран-прі, чемпіонатах Південної Америки та інших турнірах.

## Клуби
| Роки      | Команди                       |
| --------- | ----------------------------- |
| 2007—2008 | «Макензі» (Белу-Орізонті)     |
| 2008—2010 | «Пінейрос» (Сан-Паулу)        |
| 2010—2019 | «Сеск» (Ріо-де-Жанейро)       |
| 2019—2021 | «Озаску»                      |
| 2021–2024 | ЛКС (Лодзь)                   |
| 2024—     | «Тюрк Хава Йоллари» (Стамбул) |

## Досягнення
У збірній
Олімпійські ігри
- Друге місце (1): 2021
- Третє місце (1): 2024

Чемпіонат світу
- Друге місце (1): 2022

Ліга націй

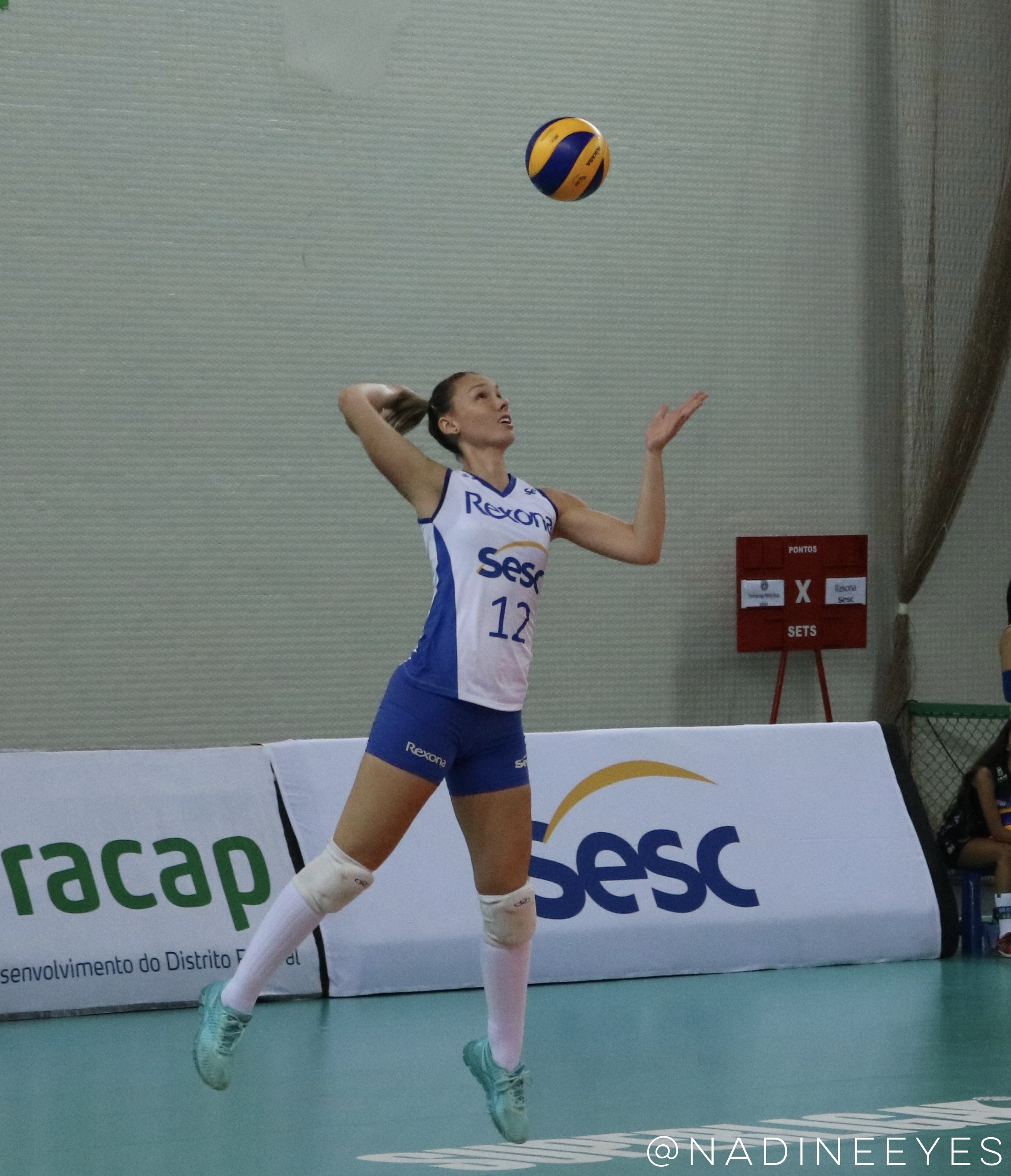

- Друге місце (4): 2019, 2021, 2022, 2025

Всесвітнє гран-прі
- Перше місце (2): 2016, 2017
- Третє місце (1): 2015

Універсіада
- Перше місце (1): 2011
- Друге місце (1): 2013

Чемпіонат Південної Америки
- Перше місце (5): 2015, 2017, 2019, 2021, 2023

У клубах
Клубний чемпіонат світу
- Друге місце (2): 2013, 2017

Клубний чемпіонат Південної Америки
- Перше місце (4): 2013, 2015, 2016, 2017
- Друге місце (1): 2018

Чемпіонат Бразилії
- Перше місце (6): 2011, 2013, 2014, 2015, 2016, 2017

Чемпіонат Польщі
- Перше місце (1): 2023
- Третє місце (1): 2022

Кубок Польщі
- Друге місце (2): 2023, 2024

Особисті
- 2008 — краща пасуюча чемпіонату Південної Америки до 20 років
- 2017 — краща пасуюча клубного чемпіонату Південної Америки
- 2017 — краща волейболістка турніру «Montreux Volley Masters»
- 2018 — краща волейболістка чемпіонату Бразилії
- 2023 — краща волейболістка чемпіонату Південної Америки

## Статистика
Статистика виступів на Олімпійських іграх і чемпіонатах світу:
| Рік    | Турнір           | Ігри | Сети | Очки | Ср.  | Місце | Примітки |
| ------ | ---------------- | ---- | ---- | ---- | ---- | ----- | -------- |
| 2018   | Чемпіонат світу  | 9    | 32   | 11   | 0,34 | 7     |          |
| 2021   | Олімпійські ігри | 8    | 24   | 7    | 0,29 | 2     |          |
| 2022   | Чемпіонат світу  | 12   | 39   | 3    | 0,08 | 2     |          |
| 2024   | Олімпійські ігри | 6    | 21   | 7    | 0,33 | 3     |          |
| Всього | Всього           | 35   | 116  | 28   | 0,24 |       |          |

## Галерея

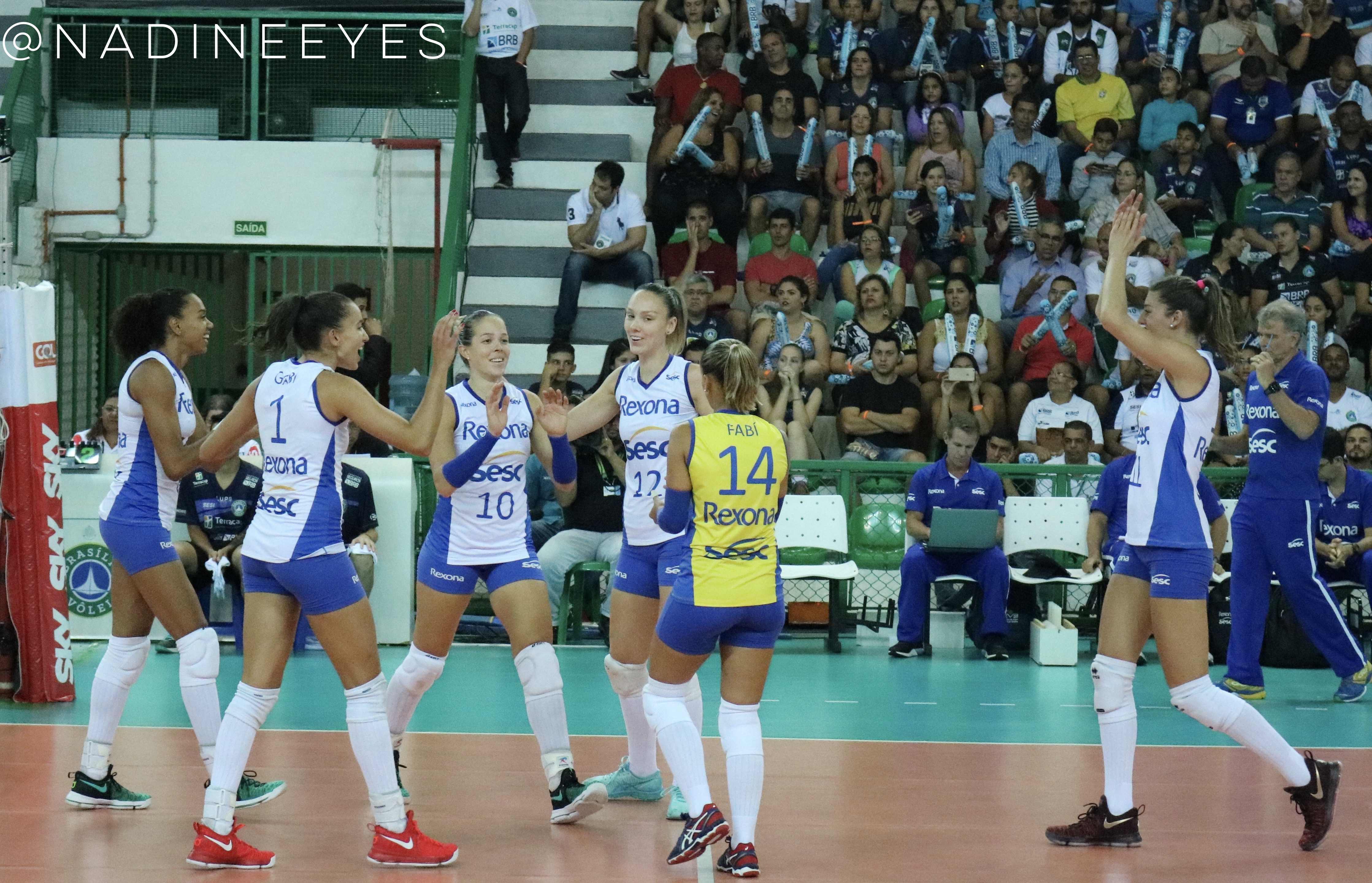
Жуселі Баретто (№ 6), Габрієла Гімараеш (№ 1), Моніке Паван (№ 10), Роберта Рацке (№ 12), Фабіана де Олівейра (№ 14), Анне Бейс[en] (№ 11)
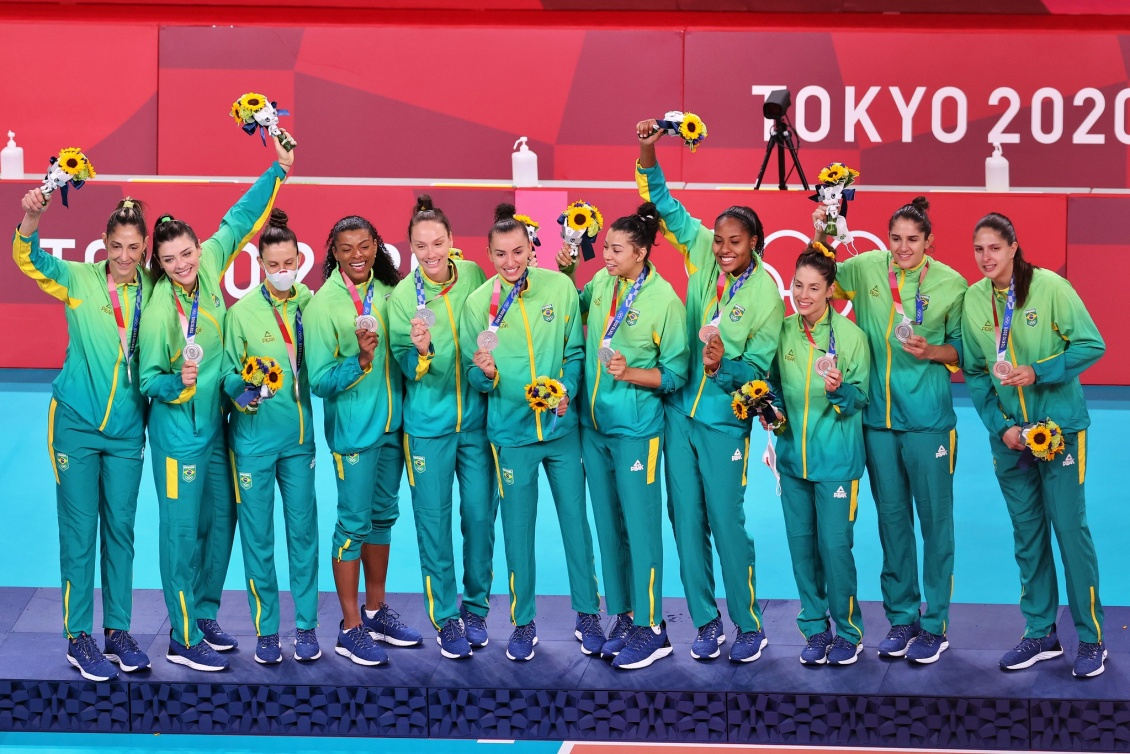
Збірна Бразилії — срібний призер літніх Олімпійських ігор у Токіо (2021).